# Friederun Köhnen
Friederun Köhnen (* 22. September 1942 in Dresden) ist eine deutsche Köchin und Unternehmerin.
In den 1960er-Jahren machte sie sich mit einer Versuchsküche selbstständig, ihr Unternehmen vergrößerte sich stetig und existiert auch heute noch als „The Food Professionals Köhnen AG“. Köhnen kreierte mehr als 100.000 Rezepte, die sie in zahlreichen Kochbüchern und auf Produktverpackungen veröffentlichte. Dabei machte sie ausländische Zutaten wie etwa Mozzarella oder Mascarpone in Deutschland bekannt und trug ebenso zur Verbreitung von Fertiggerichten und Tiefkühlkost bei.

## Leben
1965 machte sich Köhnen im Alter von 23 Jahren und mit einem Startkapital von 600 Mark selbstständig. Im Keller ihrer Eltern richtete sie sich eine Versuchsküche ein. Mit innovativen Ideen machte sie sich bald einen Namen in der Lebensmittelbranche. So schlug sie dem Eigentümer des Unternehmens Müller’s Mühle vor, seine Erbsen, Bohnen und Linsen nicht mehr getrocknet in Tüten, sondern stattdessen in Dosen zu verkaufen. Die schnellere Zubereitung kam bei den Kunden gut an, und die Konservendosen gelten als eines der ersten Fertiggerichte in Deutschland.
Den Durchbruch hatte Köhnens Versuchsküche dann mit der verstärkten Verbreitung von Tiefkühlkost, die ihr zahlreiche Aufträge einbrachte. Ein weiterer Geschäftszweig wurde durch das Aufkommen der ersten Supermärkte begünstigt. Viele Produkte, die zuvor frisch verkauft wurden, benötigten nun Verpackungen, und Köhnen bot Rezeptideen und Bilder der Gerichte an, die dann auf den Packungen abgedruckt wurden. Durch ihre Rezept- und Produktideen machte sie beispielsweise im Auftrag des italienischen Unternehmens Galbani die bis dato nahezu unbekannten Zutaten Mozzarella, Mascarpone oder Rucola und die Gerichte Caprese und Tiramisu in Deutschland bekannt. Auch asiatische Produkte wie Sojasauce und Tofu, die damals eher unbekannt waren, bewarb sie in ihren Rezepten, die sie auch in eigenen Kochbüchern veröffentlichte.
Als sich der private Fernsehsender RTL 1984 gründete, bewarb sie sich initiativ für eine Kochsendung. Köhnens Idee, die Sendung durch die Hersteller der in der Show genutzten Produkte finanzieren zu lassen, akzeptierte RTL und Köhnen erhielt ihre eigene Sendung Komm doch mal in die Küche, die sie täglich gemeinsam mit dem Moderator Horst Tempel präsentierte. Vier Jahre drehte sie in einer eigenen Fernsehküche für RTL. Bereits in den 1970er-Jahren präsentierte sie eine Kochrubrik in der Sendung Hier und Heute des WDR.
Die Versuchsküche Köhnen wurde im Laufe der Jahre zu The Food Professionals Köhnen AG mit heute etwa 50 Mitarbeitern und einem Jahresumsatz von rund 3,7 Millionen Euro. 2010 übernahm Köhnens Sohn Volker, gelernter Fotograf und Kapitän, die Geschäftsführung des Beratungsunternehmens, das seinen Sitz in Sprockhövel hat. Köhnen selbst wechselte in den Aufsichtsrat. Zum Geschäftsmodell gehören auch heute noch Werbekampagnen, die Entwicklung von neuen Rezepten und Innovationen sowie die Veröffentlichung von Kochbüchern und Produktfotos, die im eigenen Fotostudio erstellt werden. Das Unternehmen war unter anderem auch bei der Entwicklung von neuartigen Ideen wie einer Currywurst für die Mikrowelle oder einem Schnitzel für den Toaster beteiligt.

## Werke (Auswahl)
- Backen – braten – grillen mit Alufolie, Heyne, 1971.
- Schlankheitsdiät für Berufstätige, Heyne, 1972.
- Die richtige Magen- und Darmdiät, Heyne, 1972.
- Die richtige Ernährung für die werdende Mutter, Heyne, 1972.
- Kampf dem Krebs mit Diät, Lübbe, 1976.
- Friederun Köhnens Schulkochbuch, Lübbe, 1976.
- Italienische Köstlichkeiten, Tomus, 1984.
- Würzköstlich kochen & backen (mit Dietmar Frege), Köhnen, 1985. ISBN 3-924822-42-5
- Bioköstlich kochen & backen (mit Dietmar Frege), Köhnen, 1985. ISBN 3-924822-41-7
- Herzhaftes aus dem Backofen (mit Dietmar Frege), Köhnen, 1985. ISBN 3-924822-14-X
- Kochen mit Phantasie – ein kulinarischer Wegweiser für Genießer (mit Dietmar Frege), Köhnen, 1986. ISBN 3-924822-04-2
- Bioküche für das ganze Jahr, Martin Greil Verlag, 1990. ISBN 978-3572011230
- Schau rein – koch mit! (mit Horst Tempel), Compact Verlag, 1991. ISBN 978-3817436408
- Kreativ kochen, Lingen, 1993.
- Ein MDR-Telethek-Buch (5-teilige Reihe mit Horst Tempel), Buchverl. für die Frau, 1995–1997.
- Das große Japan Kochbuch (mit Haruyo Kataoka), Orbis, 2000. ISBN 978-3894302030